# Raoul Coutard
Raoul Coutard (Paris, 16 de setembro de 1924 - Labenne, 8 de novembro de 2016) foi um cineasta e diretor de fotografia francês, expoente da fotografia no movimento Nouvelle vague.
Depois de trabalhar como fotógrafo de guerra na Primeira Guerra da Indochina, no final da década de 1950 começou a trabalhar no cinema como diretor de fotografia da equipe de Jean-Luc Godard. Tornou-se colega e parceiro em inúmeros filmes de Jean-Luc. Também trabalhou ao lado de François Truffaut.
Mergulhado no mundo do cinema, arriscou outras ocupações como cineasta, assinando a direção de três longa-metragens: Hoa-Binh de 1970, La légion saute sur Kolwezi de 1980 e S.A.S. à San Salvador de 1983. Também atuou em dois filmes como em Le mépris de 1963, ao lado de Brigitte Bardot, e em Z de 1969 (neste filme, também assinou a direção de fotografia). O drama Hoa-Binh, filme em que dirigiu, o roteiro é de seu autoria.
Seu principal legado ocorre nos filmes: Acossado, quando lançou uma nova técnica de câmera de mão que aproximava o filme de ficção ao clima de uma reportagem policial; e em O Desprezo (em que também atuou), considerado por muitos uma obra prima da fotografia.